# Bilanzrichtlinie-Umsetzungsgesetz
Mit dem Bilanzrichtlinie-Umsetzungsgesetz (BilRUG) wurden die Vorgaben der EU-Richtlinie 2013/34/EU in deutsches Recht umgesetzt. Das Gesetz trat am Tag nach seiner Veröffentlichung am 23. Juli 2015 in Kraft.

## Inhalt
Mit Änderungen an zahlreichen Gesetzen und einer Vielzahl an Detailänderungen im HGB stellt das BilRUG nach dem 2009 in Kraft getretenen Bilanzrechtsmodernisierungsgesetz (BilMoG) eine weitere umfangreiche Novellierung des HGB dar, wenngleich zahlreiche Modifikationen redaktioneller Natur sind. Neben den Änderungen des HGB und des die Übergangs- und Erstanwendungsregelungen beinhaltenden EGHGB erfolgt eine Anpassung des PublG, AktG, GmbHG sowie einer Vielzahl von Spezialgesetzen. Hierbei sind die wesentlichen Änderungen in diesen Gesetzen Folgeänderungen aus den Anpassungen des HGB geschuldet.
Durch die europarechtlichen Vorgaben der neuen EU-Bilanzrichtlinie erfolgt auf Basis des BilRUG eine stärkere Systematisierung der Rechnungslegung, insbesondere der Anhangberichterstattung. Zudem werden die handelsrechtlich relevanten Größenkriterien angepasst, bei deren Umsetzung sich der nationale Gesetzgeber für eine Ausnutzung der Höchstgrenzen entschieden hat. Im Bereich der Anhangberichterstattung wird die Harmonisierung der Berichterstattung ausgehend von dem Grundgedanken think small first vorgenommen. Hierbei wird der Mindestkatalog der Anhangangaben für kleine Kapitalgesellschaften reduziert, die Angabepflichten für mittelgroße und große Kapitalgesellschaften werden zum Teil erweitert.
In der Gewinn- und Verlustrechnung entfällt die bisherige Zwischensumme Ergebnis der gewöhnlichen Geschäftstätigkeit, mit der das operative Geschäft dargestellt wurde. Diese Zwischensumme wurde obsolet, weil auch das außerordentliche Ergebnis (bis auf wesentliche Angaben im Anhang) nicht mehr ausgewiesen werden muss.

## Gang des Gesetzgebungsverfahrens
Der Referentenentwurf wurde vom Bundesministerium der Justiz und für Verbraucherschutz am 27. Juli 2014 der Öffentlichkeit vorgestellt. Anschließend wurde der Entwurf den beteiligten Kreisen, insbesondere den Wirtschaftsverbänden und den Regierungen der Bundesländer, zur Stellungnahme übermittelt. Am 7. Januar 2015 wurde dann der einige weitere Änderungen enthaltende Regierungsentwurf veröffentlicht. In der Bundestagssitzung vom 27. Februar 2015 fand die erste Lesung statt. Es trat am 23. Juli 2015 in Kraft.

## Erstmalige Anwendung
Die erstmalige Anwendung der neuen Bilanzierungsregeln durch das BilRUG ist im EGHGB geregelt:
- Grundsätzliche Anwendung der neuen Regelungen für Geschäftsjahre, die nach dem 31. Dezember 2015 beginnen.
- Ausnahme: die erhöhten Schwellenwerte der §§ 267, 293 HGB können bereits für nach dem 31. Dezember 2013 beginnende Geschäftsjahre angewendet werden. Dann muss aber auch die geänderte Umsatzerlösdefinition nach § 277 Abs. 1 HGB beachtet werden.